# Узкий черенок
Узкий черенок (лат. Solen strictus) — вид морских двустворчатых моллюсков из семейства Solenidae отряда Adapedonta.

## Описание
Узкий черенок имеет удлинённую, узкую, продолговатую раковину длиной от 9 до 13 см.

## Распространение
Вид обитает на западном, южном и северо-восточном побережье Японии, в Южном Приморье, Южной Корее, Китае, Тайване. Моллюски живут на песчаном дне в зоне приливов и отливов, на мелководье на глубине от 2 до 7 м.

## Значение

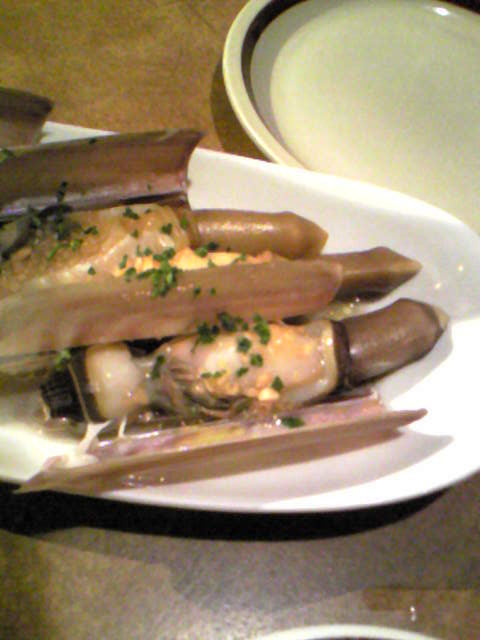
Моллюски, тушёные в белом вине

Моллюск съедобен и употребляется в пищу человеком. Он чувствителен к соли. Если в отверстие, сделанное моллюском в песке, положить соль, моллюск быстро выступает из отверстия. Таким образом, сбор моллюсков происходит быстро и эффективно.